# Régional

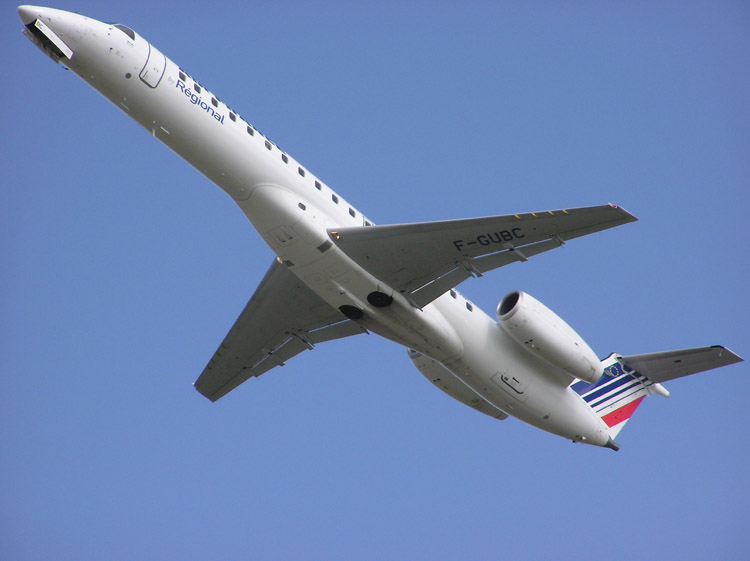
Embraer ERJ 145

Régional-Compagnie Aérienne Européenne è stata una compagnia aerea regionale,  con sede a Nantes (dipartimento Loira), prima inserita nel marchio "Air France Express" e poi anche direttamente sussidiaria di Air France. Nel 2012 risultava la seconda compagnia aerea francese per volume di traffico passeggeri.

## Storia
La società nacque dalla fusioni di quattro diverse aerolinee regionali. Seguendo l'ordine cronologico:
- Air Aquitaine Transport, fondata nel 1965 si era dedicata ai soli voli d'affari. Adottata la denominazione commerciale "Airlec" nel 1985 aveva iniziato voli di linea dal sud-ovest della Francia nell'aprile 1988. Il velivolo tipico per tali attività era l'agile bimotore Swearingen "Metroliner" II.

- Air Vendée[3][4] era la maggiore entità del gruppo, essendo stata costituita nel 1975. Nel 1977 aveva intrapreso attività più importanti e, nel 1984, inaugurato collegamenti di linea da Nantes e aeroporti della Normandia. Gli iniziali Britten Norman BN 2 "Islander", De Havilland Canada DHC 6 e Dornier 228 erano stati progressivamente sostituiti dai più capienti, confortevoli e veloci Saab 340 e  Swearingen "Metroliner" II.
- Avions Taxis Pyrénéens era nata nel 1984 con la denominazione Gaspe Air Services per svolgere essenzialmente aero-taxi. Mutata ragione sociale nel 1984, nel 1990 aveva iniziato i collegamenti regolari da Tolosa e Pau con la denominazione "Air Transport Pyrénéens". Agli iniziali bimotori Beechcraft si erano affiancati i più acconci Embraer 110 "Bandeirante" e Beechcraft 1900.
- Air Exel[5] era la componente francese del gruppo lussemburghese Esquel Holding/Air Exel Group. Fondata nel 1988, aveva iniziato voli charter all'inizio dell'anno successivo e inaugurato collegamenti regolari nel gennaio 1991. La flotta comprendeva unicamente Embraer 120 "Brasilia".

Il 1 gennaio 1992 queste quattro aziende unirono le rispettive attività regolari sotto il nome Regional Airlines S.A. La società risultava comunque sussidiaria al 60% di Air Vendée finché la proprietà fu rilevata da Air France. Disponeva di quattro nodi operativi principali negli aeroporti di Parigi-Roissy, Bordeaux-Mérignac, Lione-Saint-Exupéry e Clermont-Ferrand-Aulnat. La flotta ereditata dai quattro componenti fu razionalizzata e, nell'arco di pochi anni completamente sostituita prima dai BAe "Jetstream" 31 e poi dai nuovi Saab 2000. Solo in noleggio da terzi anche alcuni Embraer EMB-120 "Brasilia". Nel 1995 ERA (associazione delle aerolinee regionali europee) la nominò "aerolinea regionale dell'anno". Poco dopo rilevava addirittura parte della rete Deutsche BA in Germania. Nella primavera 1977 fu la prima azienda erupea a ricevere l'Embraer ERJ-145. Seguirono altri velivoli con motori a reazione prodotti da Embraer quali ERJ-135,  ERJ-170, ERJ-190.
Il 30 marzo 2001 assorbiva Flandre Air Service, aerolinea nata a metà anni '70 e, dall'ottobre 1999, sussidiaria di Proteus Air Service. Nel settembre dello stesso anno assumeva la nuova ragione sociale Régional-Compagnie Aérienne Européenne.
Il 31 marzo 2013 perdeva, assieme ad Airlinair e Brit Air, la propria indentità per assumere quella di HOP!, nuova entità controllata da Air France e dedicata esclusivamente ai collegamenti regionali.

## Flotta
Al 31 marzo 2011 la flotta comprende 54 aeromobili:
- 10 Embraer 190-100LR
- 10 Embraer 170
- 27 Embraer ERJ 145
- 7 Embraer ERJ 135ER